# Xã White Oak, Quận McLean, Illinois
Xã White Oak (tiếng Anh: White Oak Township) là một xã thuộc quận McLean, tiểu bang Illinois, Hoa Kỳ. Năm 2010, dân số của xã này là 899 người.